# Volley Lugano 2019-2020
Questa voce raccoglie le informazioni riguardanti il Volley Lugano nella stagione 2019-2020.

## Organigramma societario
Area direttiva
- Presidente: Paolo Bernasconi

Area tecnica
- Allenatore: Eraldo Buonavita
- Secondo allenatore: Roberto Amici
- Scoutman: Matteo Campioli

## Rosa
| N° | Nome                | Ruolo | Data di nascita  | Nazionalità sportiva |
| -- | ------------------- | ----- | ---------------- | -------------------- |
| 1  | Caroline Livingston | S     | 2 aprile 1996    | Canada               |
| 3  | Carlotta Astori     | P     | 10 marzo 2003    | Svizzera             |
| 4  | Tjaša Kotnik        | O     | 16 ottobre 1992  | Slovenia             |
| 5  | Nicole Pulcini      | S     | 23 agosto 1996   | Italia               |
| 6  | Chiara Ammirati     | S     | 28 luglio 2002   | Svizzera             |
| 7  | Chiara Balestra     | P     | 27 marzo 2001    | Svizzera             |
| 8  | Ludovica Brandi     | C     | 13 agosto 1998   | Italia               |
| 9  | Nina Nesimović      | C     | 8 novembre 1996  | Austria              |
| 10 | Joy Berta           | L     | 27 luglio 2000   | Svizzera             |
| 11 | Mercedesz Kantor    | S     | 8 settembre 1998 | Italia               |
| 12 | Fabiana Branca      | C     | 21 gennaio 2000  | Svizzera             |
| 13 | Lara Hasler         | L     | 24 gennaio 1999  | Svizzera             |
| 14 | Fabiana Mottis      | L     | 9 agosto 2003    | Svizzera             |
| 15 | Alexandra Schaber   | C     | 7 aprile 1996    | Svizzera             |
| 17 | Dana Schmit         | P     | 20 luglio 1997   | Austria              |
| 19 | Marie-Alex Bélanger | S     | 13 aprile 1993   | Canada               |
| 20 | Marie Kozubíková    | O     | 19 giugno 1992   | Rep. Ceca            |

## Risultati

### Lega Nazionale A

#### Girone di andata
| 1ª giornata - 12 ottobre 2019 Palestra Lambertenghi, Lugano       | Lugano              | 3 - 0 | Val-de-Travers     | 25-23, 25-22, 25-13              |
| 2ª giornata - 19 ottobre 2019 Salle Derrière-la-Ville 5, Cheseaux | Cheseaux            | 2 - 3 | Lugano             | 25-27, 25-16, 15-25, 25-13, 7-15 |
| 3ª giornata - 20 ottobre 2019 Mehrzweckhalle Löhrenacker, Aesch   | Sm'Aesch Pfeffingen | 3 - 0 | Lugano             | 25-19, 25-16, 25-20              |
| 4ª giornata - 26 ottobre 2019 Palestra Lambertenghi, Lugano       | Lugano              | 1 - 3 | Kanti              | 25-16, 22-25, 11-25, 15-25       |
| 5ª giornata - 3 novembre 2019 Sportanlage Rietstein, Wattwil      | Toggenburg          | 2 - 3 | Lugano             | 25-23, 17-25, 25-17, 17-25, 9-15 |
| 6ª giornata - 9 novembre 2019 Palestra Lambertenghi, Lugano       | Lugano              | 0 - 3 | Neuchâtel          | 20-25, 22-25, 18-25              |
| 7ª giornata - 17 novembre 2019 Palestra Palamondo, Cadempino      | Lugano              | 1 - 3 | Düdingen           | 25-23, 20-25, 18-25, 5-25        |
| 8ª giornata - 23 novembre 2019 Henry-Dunant, Ginevra              | Genève              | 1 - 3 | Lugano             | 17-25, 25-21, 24-26, 22-25       |
| 9ª giornata - 1º dicembre 2019 Palestra Palamondo, Cadempino      | Lugano              | 1 - 3 | Franches-Montagnes | 17-25, 32-30, 17-25, 20-25       |

#### Girone di ritorno
| 10ª giornata - 7 dicembre 2019 Salle du Centre Sportif, Val-de-Travers | Val-de-Travers     | 0 - 3 | Lugano              | 22-25, 18-25, 13-25               |
| 11ª giornata - 14 dicembre 2019 Palestra Palamondo, Cadempino          | Lugano             | 1 - 3 | Cheseaux            | 18-25, 14-25, 25-22, 22-25        |
| 12ª giornata - 21 dicembre 2019 Palestra Palamondo, Cadempino          | Lugano             | 3 - 0 | Sm'Aesch Pfeffingen | 25-17, 25-20, 25-19               |
| 13ª giornata - 22 dicembre 2019 BBC Arena, Sciaffusa                   | Kanti              | 3 - 0 | Lugano              | 25-12, 25-14, 25-15               |
| 14ª giornata - 11 gennaio 2020 Palestra Palamondo, Cadempino           | Lugano             | 3 - 1 | Toggenburg          | 20-25, 25-16, 25-11, 28-26        |
| 15ª giornata - 19 gennaio 2020 Halle de la Riveraine, Neuchâtel        | Neuchâtel          | 3 - 0 | Lugano              | 25-16, 25-19, 25-22               |
| 16ª giornata - 26 gennaio 2020 Sporthalle Leimacker, Düdingen          | Düdingen           | 2 - 3 | Lugano              | 18-25, 21-25, 27-25, 25-16, 13-15 |
| 17ª giornata - 1º febbraio 2020 Palestra Palamondo, Cadempino          | Lugano             | 3 - 1 | Genève              | 26-24, 25-20, 24-26, 25-17        |
| 18ª giornata - 8 febbraio 2020 Salle de la Pépinière, Les Breuleux     | Franches-Montagnes | 3 - 2 | Lugano              | 23-25, 21-25, 25-18, 25-17, 15-11 |

#### Play-off scudetto
| Quarti di finale (gara 1) - 15 febbraio 2020 Halle de la Riveraine, Neuchâtel | Neuchâtel | 3 - 0 | Lugano    | 25-22, 25-18, 25-11               |
| Quarti di finale (gara 2) - 22 febbraio 2020 La Gerra, Lugano                 | Lugano    | 2 - 3 | Neuchâtel | 11-25, 25-19, 17-25, 25-22, 14-16 |
| Quarti di finale (gara 3) - 27 febbraio 2020 Halle de la Riveraine, Neuchâtel | Neuchâtel | 3 - 1 | Lugano    | 25-11, 20-25, 25-20, 25-14        |

### Coppa di Svizzera

#### Fase a eliminazione diretta
| Quarti di finale - 2 febbraio 2020 Palestra Palamondo, Cadempino | Lugano | 3 - 0 | Genève    | 25-14, 25-20, 25-20 |
| Semifinali - 23 febbraio 2020 La Gerra, Lugano                   | Lugano | 0 - 3 | Neuchâtel | 21-25, 25-27, 19-25 |

### Challenge Cup

#### Fase a eliminazione diretta
| Seconda fase (andata) - 5 novembre 2019 Palamondo, Cadempino                      | Lugano   | 3 - 0 | Vampula  | 25-16, 25-22, 25-23                          |
| Seconda fase (ritorno) - 20 novembre 2019 Tahto Areena, Huittinen                 | Vampula  | 3 - 1 | Lugano   | 25-19, 22-25, 25-23, 25-17 Golden set: 16-18 |
| Sedicesimi di finale (andata) - 3 dicembre 2019 Palamondo, Cadempino              | Lugano   | 0 - 3 | Kuusamon | 16-25, 15-25, 19-25                          |
| Sedicesimi di finale (ritorno) - 18 dicembre 2019 Kuusamon Liikuntahalli, Kuusamo | Kuusamon | 3 - 0 | Lugano   | 25-22, 25-23, 25-18                          |

## Statistiche

### Statistiche di squadra
| Competizione      | Punti | In casa | In casa | In casa | In trasferta | In trasferta | In trasferta | Totale | Totale | Totale |
| Competizione      | Punti | G       | V       | P       | G            | V            | P            | G      | V      | P      |
| ----------------- | ----- | ------- | ------- | ------- | ------------ | ------------ | ------------ | ------ | ------ | ------ |
| Lega Nazionale A  | 25    | 10      | 4       | 6       | 11           | 5            | 6            | 21     | 9      | 12     |
| Coppa di Svizzera | -     | 2       | 1       | 1       | 0            | 0            | 0            | 2      | 1      | 1      |
| Challenge Cup     | -     | 2       | 1       | 1       | 2            | 0            | 2            | 4      | 1      | 3      |
| Totale            | -     | 14      | 6       | 8       | 13           | 5            | 8            | 27     | 11     | 16     |

G = partite giocate; V = partite vinte; P = partite perse

### Statistiche dei giocatori
| Giocatrice    | Challenge Cup | Challenge Cup | Challenge Cup | Challenge Cup | Challenge Cup |
| Giocatrice    | P             | PT            | AV            | MV            | BV            |
| ------------- | ------------- | ------------- | ------------- | ------------- | ------------- |
| C. Ammirati   | 2             | 0             | 0             | 0             | 0             |
| C. Astori     | -             | -             | -             | -             | -             |
| C. Balestra   | 4             | 1             | 1             | 0             | 0             |
| M.A. Bélanger | -             | -             | -             | -             | -             |
| J. Berta      | 3             | 0             | 0             | 0             | 0             |
| F. Branca     | 3             | 14            | 8             | 6             | 0             |
| L. Brandi     | 4             | 2             | 1             | 1             | 0             |
| L. Hasler     | 4             | 0             | 0             | 0             | 0             |
| M. Kantor     | 4             | 30            | 28            | 2             | 0             |
| T. Kotnik     | 1             | 1             | 0             | 1             | 0             |
| M. Kozubíková | 3             | 18            | 16            | 0             | 2             |
| C. Livingston | 4             | 57            | 48            | 6             | 3             |
| F. Mottis     | -             | -             | -             | -             | -             |
| N. Nesimović  | 4             | 23            | 10            | 11            | 2             |
| N. Pulcini    | 4             | 46            | 41            | 5             | 0             |
| A. Schaber    | 2             | 0             | 0             | 0             | 0             |
| D. Schmit     | 4             | 8             | 3             | 4             | 1             |

P = presenze; PT = punti totali; AV = attacchi vincenti; MV = muri vincenti; BV = battute vincenti

NB: Non sono disponibili i dati relativi alla Lega Nazionale A, alla Coppa di Svizzera e alla Supercoppa svizzera e di conseguenza quelli totali